# ووکاوا (استان اشوی‌داشکسیه)
ووکاوا (به لهستانی: Łukawa) یک منطقهٔ مسکونی در لهستان است که در گمینا ویلچتسه واقع شده‌است. ووکاوا ۴۵۰ نفر جمعیت دارد.